# 態度 (心理學)
在心理學，態度指的是個體對於人、事、物作出某種反應的意願；該意願通常表現在認知（假定和信念）、情感（感受和情緒）及行為之上。 態度之範例有偏見、同情心、反感及自尊。人們可以藉由態度評估事物，也得以藉之辨別個體以適應社會。